# 빅이슈 (2019년 드라마)
《빅이슈》는 SBS에서 2019년 3월 6일부터 2019년 5월 2일까지 방송된 SBS 수목드라마이다.

## 줄거리
매주 한 건 스캔들을 쫓는 주인공의 흥미진진한 파파라치 에피소드를 그리는 성공 스토리 드라마.

## 등장 인물

### 주요 인물
- 주진모 : 한석주 역 - 알코올중독 홈리스에서 파파라치 사진기자로 부활
- 한예슬 : 지수현 역 - 선데이 통신 편집장
- 김희원 : 조형준 역 - 선데이 통신 대표
- 신소율 : 장혜정 역 - 선데이 통신 특종 3팀 팀장

### 선데이통신
- 박선임 : 서영미 역 - 수현의 오른팔이자 실질적인 2인자. 선데이 통신 특종 1 팀장
- 김규선 : 이명자 역 - 다양한 외국어에 능통한, 영리한 두뇌의 소유자. 선데이 통신 특종 2 팀장
- 안세하 : 홍태우 역 - 사생택시를 몰던 기사 출신의 다재다능한 선데이 통신 특종 3팀 보조 사진기자
- 강성진 : 임덕훈 역 - 파파라치계의 전설. 선데이 통신 장비실장

### 사건별 인물
- 조덕현 : 김영세 원장 역 - 극악무도한 인물
- 안신원 : 강신우 역 - 미남자로 1세대 아이돌 출신, 공엔터 이사
- 심은진 : 오채린 역 - 여배우
- 김동균 : 공성철 역 - 공엔터 대표
- 최낙원 : 경호원K 역 - 장주현의 경호원
- 김연서 : 장주현 역 - 한강그룹 홍회장 관련배우
- 신승환 : 김도환 역 - 한강그룹 경호실장
- 이도경 : 홍회장 역 - 한강그룹 회장
- 박지빈 : 백은호 역 - 재벌 집안의 금수저이자, 어린 나이에 스타덤에 오른 배우
- 박신아 : 최서희 역 - 아론기획 소속 아이돌
- 박영선 : 김흥순 역 - 아론기획 대표
- 오태경 : 남진석 역 - 서울중부지방검찰청 형사부 검사
- 차순배 : 차우진 역 - 서울중부지방검찰청 형사부 부장검사. 검찰청의 아웃사이더
- 최성원 : 김명진 역 - 서울중부지방검찰청 형사부 검사
- 송민형 : 검사장 역
- 박한솔 : 장미래 역 - 백발마녀. ‘선데이 통신’을 저격하는 인터넷 방송 진행
- 권태원 : 강동식 역 - 경찰청 국장

### 그 외 인물
- 송경철 : 두철 역 - 서울역 지하도 골목대장. 핸드폰과 부루스타를 가진 권력자
- 오광록 : 고박사 역 - 학위여부를 알 수 없는 자칭 박사 홈리스
- 이관훈 : 김선수 역 - 수현의 운전기사 겸 보디가드
- 허형규 : 최경식 역 - 한석주의 직장 후배. 나라일보 펜기자
- 양혜지 : 문보영 역 - 선데이 통신의 정규직이 되기 위해 무엇이든 할 의욕충만한 인물
- 최송현 : 배민정 역 - 한석주의 아내
- 전국환 : 나석훈 역 - 나라 일보 대표
- 박상남 : 언론인 역
- 김난휘
- 백상희
- 강정우
- 김민식
- 이현걸 : 경호원 역 - 도박한 아이돌 경호팀
- 조명행
- 서이수 : 세은 역 - 선천성 심장병을 앓고 있는 석주의 딸
- 정종준 : 백회장 역 - 경남에셋 회장. 백은호의 할아버지
- 조혜주 : 여대리 역 - 선데이 통신 자료관리
- 신우희 : 서혜주 역 - 백은호의 여자친구
- 김지완
- 나도율
- 최서혁
- 박팔영
- 강인서
- 이승형 : 김상철 역 - 유력 대권 후보인 시장
- 이정빈 : 김미진 역
- 나석민 : 클럽가드 역
- 전정일 : 카메라맨 역
- 장해송

### 특별출연
- 동키즈
- 샤프라

## 촬영지
- 세운상가
- 서울역
- 서울로7017
- 연천역
- 청평호
- 류미재갤러리하우스
- 아난티 클럽 서울
- 아나티 펜트하우스 서울
- 그래피티 터널
- 가톨릭대학교 성빈센트병원
- 제일식당
- 아라마리나컨벤션
- 원효대교

## 시청률
최저 시청률과 최고 시청률은 시청률 조사회사와 지역별로 시청률에 차이가 있을 수 있습니다.
| 2019년 | 2019년   | 2019년         | 2019년         | 2019년       | 2019년 |
| 회차   | 방송일   | TNmS 시청률    | AGB 시청률     | AGB 시청률   |        |
| 회차   | 방송일   | 대한민국(전국) | 대한민국(전국) | 서울(수도권) |        |
| ------ | -------- | -------------- | -------------- | ------------ | ------ |
| 제1회  | 3월 6일  | 3.7%           | 4.1%           | 4.5%         |        |
| 제2회  | 3월 6일  | 4.3%           | 4.8%           | 5.0%         |        |
| 제3회  | 3월 7일  | 3.5%           | 3.7%           | 3.8%         |        |
| 제4회  | 3월 7일  | 3.7%           | 4.1%           | 4.3%         |        |
| 제5회  | 3월 13일 |                | 3.7%           | 3.9%         |        |
| 제6회  | 3월 13일 | 4.5%           | 4.9%           |              |        |
| 제7회  | 3월 14일 | 3.7%           | 4.0%           |              |        |
| 제8회  | 3월 14일 | 4.0%           | 4.3%           |              |        |
| 제9회  | 3월 20일 | 3.3%           | 4.3%           | 4.4%         |        |
| 제10회 | 3월 20일 | 3.6%           | 4.6%           | 4.9%         |        |
| 제11회 | 3월 21일 | 4.3%           | 3.7%           | %            |        |
| 제12회 | 3월 21일 | 4.1%           | 4.1%           | %            |        |
| 제13회 | 3월 27일 | %              | 3.0%           | %            |        |
| 제14회 | 3월 27일 | %              | 3.7%           | %            |        |
| 제15회 | 3월 28일 | %              | 3.3%           | %            |        |
| 제16회 | 3월 28일 | %              | 3.6%           | %            |        |
| 제17회 | 4월 10일 | %              | 2.6%           | %            |        |
| 제18회 | 4월 10일 | %              | 2.9%           | %            |        |
| 제19회 | 4월 11일 | %              | 2.4%           | %            |        |
| 제20회 | 4월 11일 | %              | 3.3%           | %            |        |
| 제21회 | 4월 17일 | %              | 2.5%           | %            |        |
| 제22회 | 4월 17일 | %              | 2.8%           | %            |        |
| 제23회 | 4월 18일 | %              | 2.6%           | %            |        |
| 제24회 | 4월 18일 | %              | 2.8%           | %            |        |
| 제25회 | 4월 24일 | %              | 2.9%           | %            |        |
| 제26회 | 4월 24일 | %              | 3.6%           | %            |        |
| 제27회 | 4월 25일 | %              | 3.0%           | %            |        |
| 제28회 | 4월 25일 | %              | 3.3%           | %            |        |
| 제29회 | 5월 1일  | %              | 2.1%           | %            |        |
| 제30회 | 5월 1일  | %              | 2.8%           | %            |        |
| 제31회 | 5월 2일  | %              | 2.9%           | %            |        |
| 제32회 | 5월 2일  | %              | 3.7%           | %            |        |

## 결방 및 조기 종영 사유
- 2019년 4월 3일 ~ 4월 4일 : 스페셜 〈빅이슈 속성 마스터〉 편성으로 결방
- 당초, 36부작으로 기획되었던, 빅 이슈는 KBS 2TV의 동시간대 드라마인 '닥터 프리즈너'가 시청률 1위를 기록하면서, 5월 2일 32부로 조기종영을 확정하였다.

## 참고 사항
- 연출자 이동훈 PD가 방송 시작 전부터 폐렴을 앓아 촬영 속도가 더디어진 것 뿐만 아니라 CG가 완서됮을 않은로 내보내는 방송사고가 속출하기도 했다.[3]
- 1~2회 및 13~16회 방송분은, 청소년 보호법상, 19세 이상 시청가(폭력성 및 모방 위험 우려)로 방영하여, 해당 주무부처인 여성가족부 측에서 청소년 유해 매체물로 고시하였다.[4][5]
- 이 화면은 레터박스로 구성되었다.

## 동시간대 드라마
- KBS 수목 미니시리즈

《왜그래 풍상씨》 (2019년 1월 9일 ~ 2019년 3월 14일)
《닥터 프리즈너》 (2019년 3월 20일 ~ 2019년 5월 15일)
- MBC 수목 미니시리즈

《봄이 오나 봄》 (2019년 1월 23일 ~ 2019년 3월 21일)
《더 뱅커》 (2019년 3월 27일 ~ 2019년 5월 16일)

## 같이 보기
- 대한민국의 텔레비전 드라마 목록 (ㅂ)
- 2019년 대한민국의 텔레비전 드라마 목록